# Brochel Castle
Brochel Castle ist eine Burgruine auf der Insel Raasay, Schottland.

## Lage
Die Ruine von Brochel Castle liegt auf einer 15 Meter hohen Felsspitze vulkanischen Ursprungs über dem Meer an der Ostküste von Raasay, etwa acht Kilometer nördlich von Inverarish. Der Reiz liegt vor allem in ihrer malerischen Lage und der Abgeschiedenheit unweit von Calum's Road.

## Geschichte
Brochel Castle wurde von den MacLeods of Lewis im 15. Jahrhundert erbaut. Das Geld für den Bau stammte der Überlieferung nach vom Laird of Craignish, denn dieser hatte demjenigen eine Belohnung versprochen, der den Namen des Mörders seines Sohnes nennen kann. Als sich der Mörder selbst stellte, ein Clan-Mitglied der MacLeods, händigte er ihm wie versprochen die Belohnung aus. Dieser behielt das Geld aber nicht, sondern gab es schuldbewusst an seinen Clan-Chief weiter, der davon Brochel Castle errichtete.
Während des 17. Jahrhunderts galt die Insel als wichtige Grenzmarke der McLeods, wodurch Brochel Castle eine wichtige strategische Bedeutung zuteilwurde. Bewohnt wurde die Burg bis 1671.
Die beiden Schriftsteller James Boswell und Samuel Johnson besuchten die Ruine während ihrer legendären Schottlandreise im Jahr 1773.
1911 wurde die Ruine von der Firma „Baird & Co, Ironmasters“ erworben, die sie 1922 an das Board of Agriculture for Scotland weiterverkaufte.

## Belege
1. ↑  Norman S. Newton: Skye. David & Charles, 2007, Seite 95.
2. ↑  R. Miket, D. L. Roberts: The mediaeval castles of Skye & Lochalsh. MacLean Press, Portree 1990.
3. ↑  Norma MacLeod: Raasay. The island and its people. Birlinn, Edinburgh 2002, ISBN 1841582352.